# Ащегуль
Ащегу́ль — село в Михайловском районе Алтайского края России. Административный центр и единственный населенный пункт Ащегульского сельсовета.

## История
Посёлок основан эстонцами (эстами) и латышами из Тобольской губернии в 1889 году. На следующий год к ним присоединились 4 семьи из соседнего посёлка и 15 семей из Полтавской и Воронежской губерний. На момент переписи посёлок относился к Покровской волости Барнаульского уезда, в нём насчитывалось 60 хозяйств.
По составу жителей посёлок делился на 3 группы: 9 зажиточных семей эстов и латышей, 15 семей — молокане и самая многочисленная группа (и самая бедная) — малороссы. В посёлке никаких промыслов не было, жители занимались землепашеством и скотоводством. Была мелочная лавка, торговлю вели приезжие торговцы, товарообмен происходил во время проведения ярмарок в Волчихе, Боровом и Павлодаре.
В 1928 году деревня Ащегуль состояла из 364 хозяйств, основное население — украинцы. Центр Ащегульского сельсовета Михайловского района Славгородского округа Сибирского края.

## География
Село находится возле озера Мыльное.
Уличная сеть
В селе 7 улиц: им. Гоголя, им. Ленина, Молодежная, Набережная, Петуховская, Смоленская и Школьная.
Расстояние до
- районного центра Михайловское 35 км;
- областного центра Барнаул 304 км.

## Население
| 1997 | 1998 | 1999 | 2000 | 2001 | 2002 | 2003 |
| ---- | ---- | ---- | ---- | ---- | ---- | ---- |
| 709  | ↗730 | ↘725 | ↘691 | ↘683 | ↘649 | ↘640 |
| 2004 | 2005 | 2006 | 2007 | 2008 | 2009 | 2010 |
| ↗641 | ↘611 | ↘604 | ↘574 | ↘529 | ↘456 | ↘424 |
| 2011 | 2012 | 2013 | 2014 | 2015 | 2016 | 2017 |
| ↘422 | ↘414 | ↘407 | ↘388 | ↗390 | ↘359 | ↘358 |
| 2018 | 2019 | 2020 | 2021 |      |      |      |
| ↘347 | ↘332 | ↘318 | ↘317 |      |      |      |

## Инфраструктура
- ООО «Ащегульское»: выращивание зерновых, зернобобовых, масличных и клубнеплодных культур, картофеля.
- СПК (колхоз) «Ащегульский» — выращивает крупнорогатый скот.
- В посёлке работает школа, детский сад, магазины, есть ФАП и почтовое отделение[17].